# Мобаракабад (Тафреш)
Мобаракабад (перс. مبارك اباد) — село в Ірані, у дегестані Базарджан, у Центральному бахші, шагрестані Тафреш остану Марказі. За даними перепису 2006 року, його населення становило 19 осіб, що проживали у складі 5 сімей.